# Crise dinástica de 1383–1385
A crise dinástica de 1383–1385 ou Revolução de Avis foi um período de guerra civil na História de Portugal, também conhecido como Interregno, uma vez que não existia rei no poder. A crise começou com a morte do rei Fernando de Portugal, que não gerou herdeiros masculinos.
Apesar de as Cortes de Coimbra terem escolhido, em 1385, um novo rei, João I de Portugal, o rei João I de Castela não desistiu de tentar ser rei por ser casado com a filha de D. Fernando e invadiu Portugal. O exército castelhano era muito mais numeroso mas, mesmo assim, foi derrotado na batalha de Aljubarrota graças à tática chamada de pé terra, que vinha sendo usada na Guerra dos Cem Anos. Com a vitória em Aljubarrota, o rei português afirmou-se como novo soberano.
Os exércitos portugueses foram comandados, por Nuno Álvares Pereira, nomeado por D. João I de Portugal "Condestável do Reino", em 1385. Outras batalhas, nessa altura, foram: batalha dos Atoleiros, primeira batalha vencida por Nuno Álvares, em 1384; batalha de Trancoso, ganha por nobres da Beira, em 1385; batalha de Valverde, última batalha campal de Nuno Álvares, em 1385.

## Antecedentes

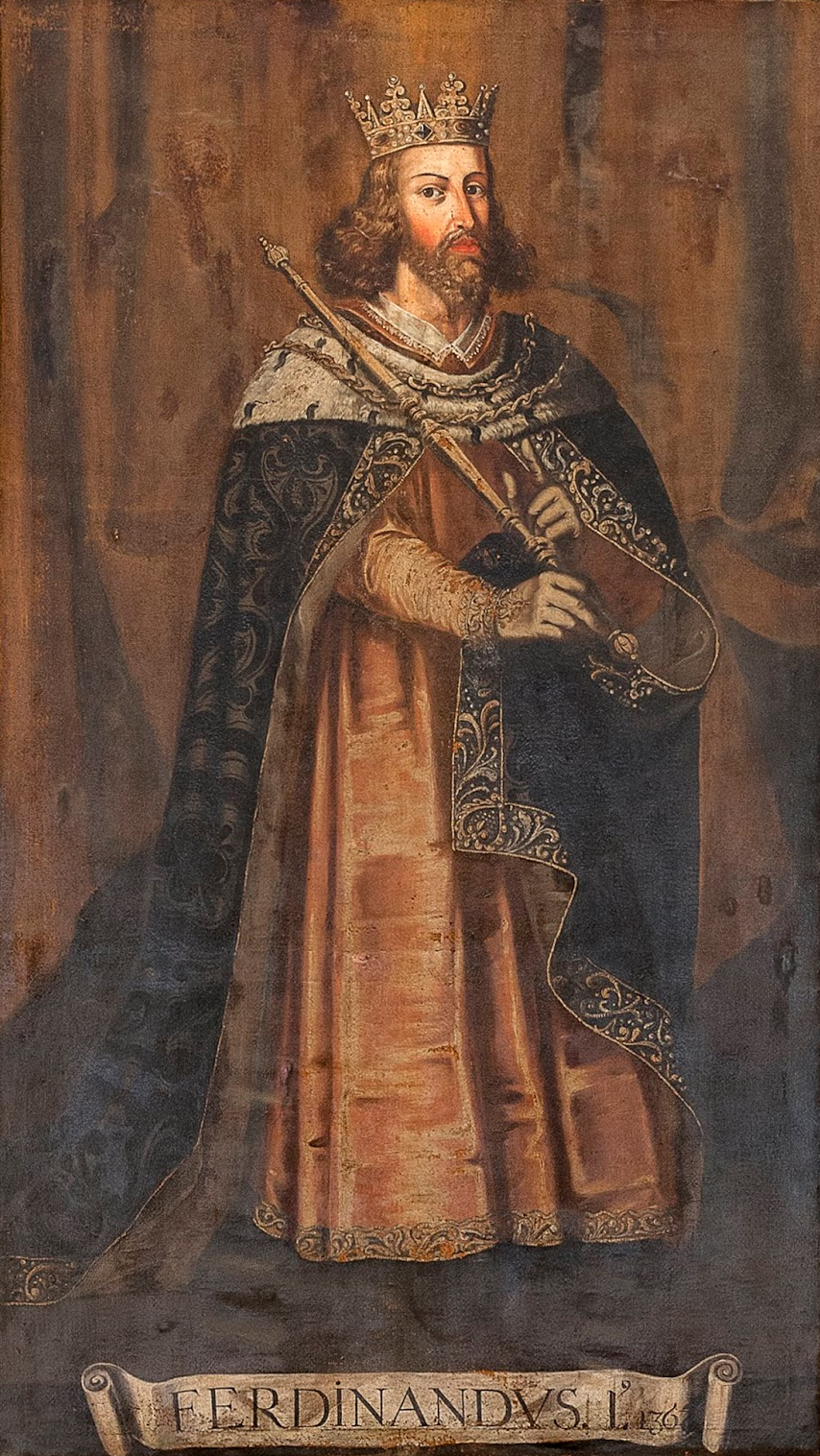
O rei Fernando, último rei da dinastia de Borgonha.

Do casamento de Fernando I de Portugal com Leonor Teles de Menezes apenas a infanta Beatriz de Portugal havia sobrevivido à infância. O casamento dela era, portanto, uma questão estratégica para o futuro do reino. Ao sabor das mudanças do pai, em suas guerras com Castela (Guerras fernandinas), a infanta foi sucessivamente prometida em casamento a dois príncipes: um inglês e um castelhano, Fernando, segundo filho de João I de Castela. O casamento de Beatriz acabou por ser acordado, mediante proposta de seu pai, no tratado de Salvaterra de Magos, em abril de 1383 — data posterior, portanto, ao Tratado de Elvas, que terminara a terceira guerra fernandina contra Castela, em agosto de 1382.

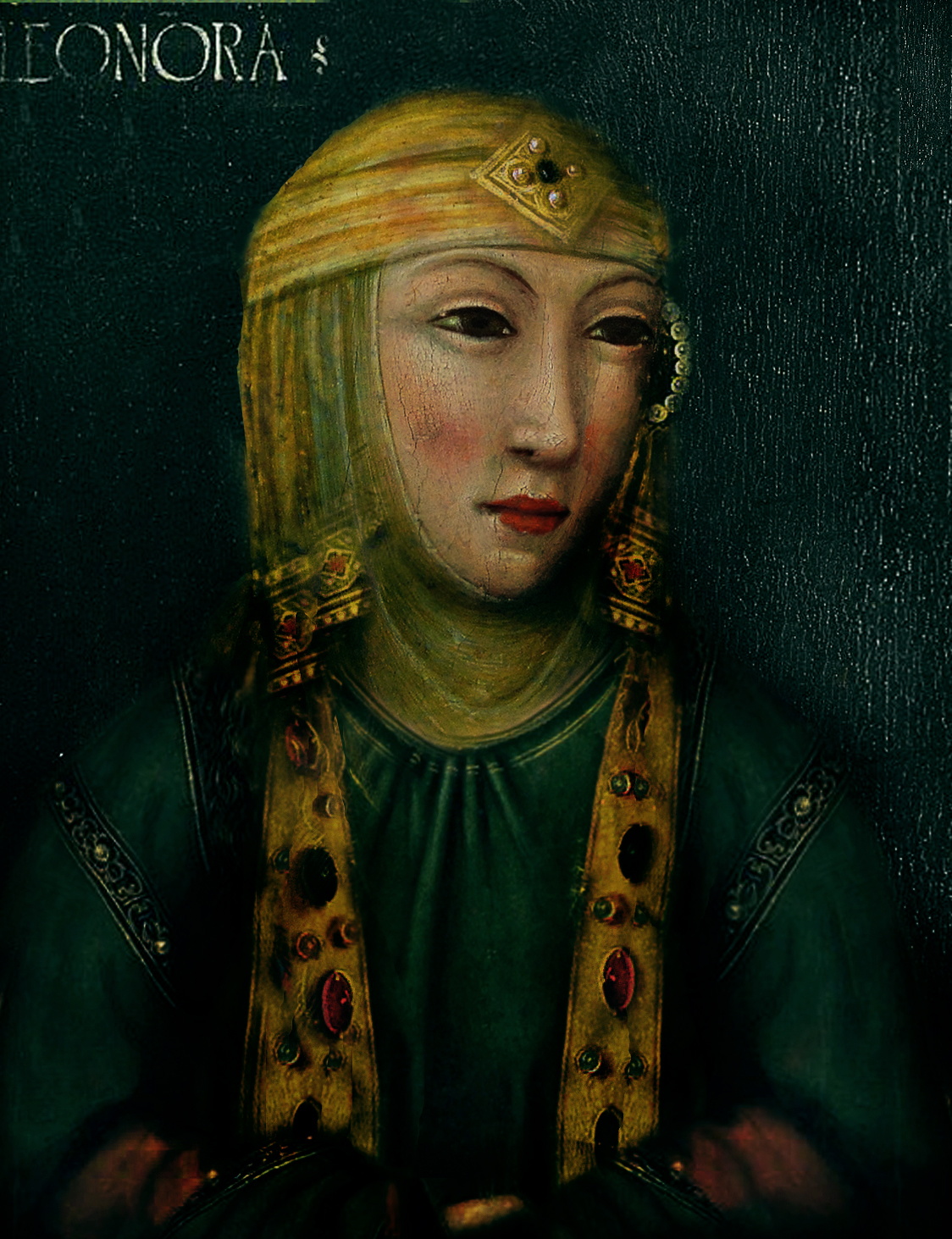
Leonor Teles.

Poucos anos antes, em 1378, ocorrera uma crise na Igreja Católica que levara ao Grande Cisma do Ocidente. Inicialmente, Portugal alinhara-se ao papa Urbano VI, estabelecido em Roma, mudando depois para o antipapa Clemente VII, de Avinhão, já que este era do partido de Castela; com a terceira guerra contra Castela e a aliança com a Inglaterra, Fernando I voltou a se aliar a Roma. De novo em paz com Castela, Portugal tornou a apoiar o papa de Avinhão.
Conforme as disposições do tratado de Salvaterra, João I de Castela desposaria Beatriz de Portugal, e o filho varão que nascesse desse casamento herdaria o Reino de Portugal, após a morte de Fernando I. O casamento foi celebrado logo em maio de 1383. Porém, tratava-se de uma solução mal vista, quer pela nobreza, quer pelos comerciantes, pois, se Beatriz falecesse antes de seu marido e sem ter tido filhos, a consequência seria a união dinástica de Portugal e Castela, o que significaria a perda da independência portuguesa. Embora muitas personalidades estivessem contra essa opção, não conseguiram chegar a um consenso quanto à alternativa possível. Foi então que dois candidatos emergiram, ambos meios-irmãos bastardos do rei moribundo: um deles, João, era o filho de Pedro I de Portugal e de Inês de Castro, que estava exilado em Castela e, logo após a morte de Fernando I, lá ficou detido; o outro, João, mestre de Avis, filho de Pedro I e Teresa Lourenço, era menos popular no reino, no início da crise, que o seu meio-irmão João.

## 1383
A 22 de outubro de 1383, faleceu o rei D. Fernando. Tal como acordado no contrato de casamento entre Beatriz e João I de Castela, a regência do reino foi entregue à rainha viúva, Dona Leonor. Dona Beatriz foi aclamada rainha, e, ao mesmo tempo, seu marido, o rei de Castela proclamou-se rei de Portugal. 

### A conspiração
A regente e o seu conselho cometeram o grave erro político de terem desprezado os poderosos mercadores de Lisboa e os seus direitos. Um grupo de conspiradores, reúne-se à volta do mestre de Avis, com o intuito de organizar uma mudança de regência e assassinar o conde Andeiro, amante da rainha viúva e regente. Entre eles contavam-se Nuno Álvares Pereira e Álvaro Pais.

### A morte do Conde Andeiro

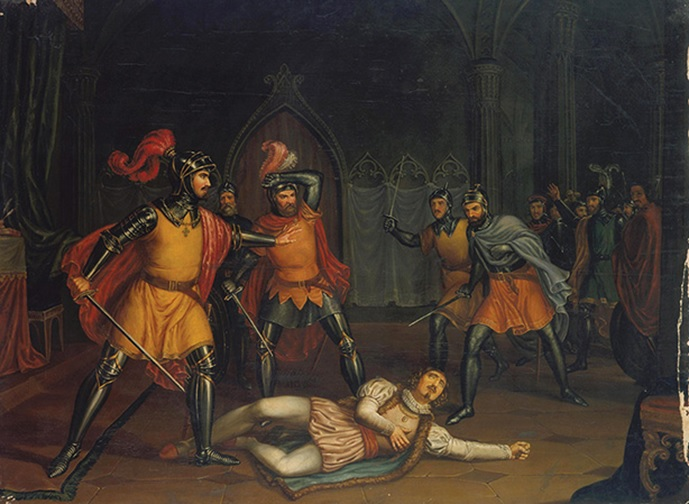
Morte do conde Andeiro. João atacou e matou o conde com um grupo de companheiros.

Desconfiada, a rainha viúva e regente nomeia o mestre de Avis para o cargo de fronteiro do Alentejo, responsável pela defesa da fronteira. O mestre parte, mas volta ao paço em 6 de dezembro de 1383 e, com o apoio de alguns nobres, dentre os quais o irmão da rainha, mata o conde Andeiro. 

### Revolta em Lisboa
Um pajem corre a cavalo por Lisboa a gritar que matavam o mestre. Álvaro Pais, que estava metido na conspiração, convence o povo de que o mestre precisava de ajuda. O povo vai ao palácio e ameaça deitar-lhe fogo. João aparece à janela e diz estar bem. Álvaro Pais propõe à rainha casar-se com o mestre de Avis, o que ela recusa. Foge depois para Alenquer e dali para Santarém.
No dia 16, o povo de Lisboa reunido na câmara aclama o mestre de Avis Regedor e Defensor do Reino. Essa decisão foi, em parte, feita sob a ameaça dum tanoeiro aos burgueses: a de que não salvariam os pescoços se não tomassem uma decisão favorável à multidão reunida. João tornava-se assim o novo regente, em nome do irmão D. João, que estava em Toledo, tendo sido preso pelo rei de Castela quando este é informado do sucedido. Algumas localidades aceitaram o novo regente; outras mantiveram-se fiéis à rainha Leonor; outras aceitaram a pretensão do rei de Castela ao trono de Portugal. Iniciava-se assim a crise e vislumbrava-se a guerra-civil.
Com a revolta em Lisboa, o bispo da cidade foi atirado do alto da torre da Sé, e seu corpo acabou por ser devorado por cães.

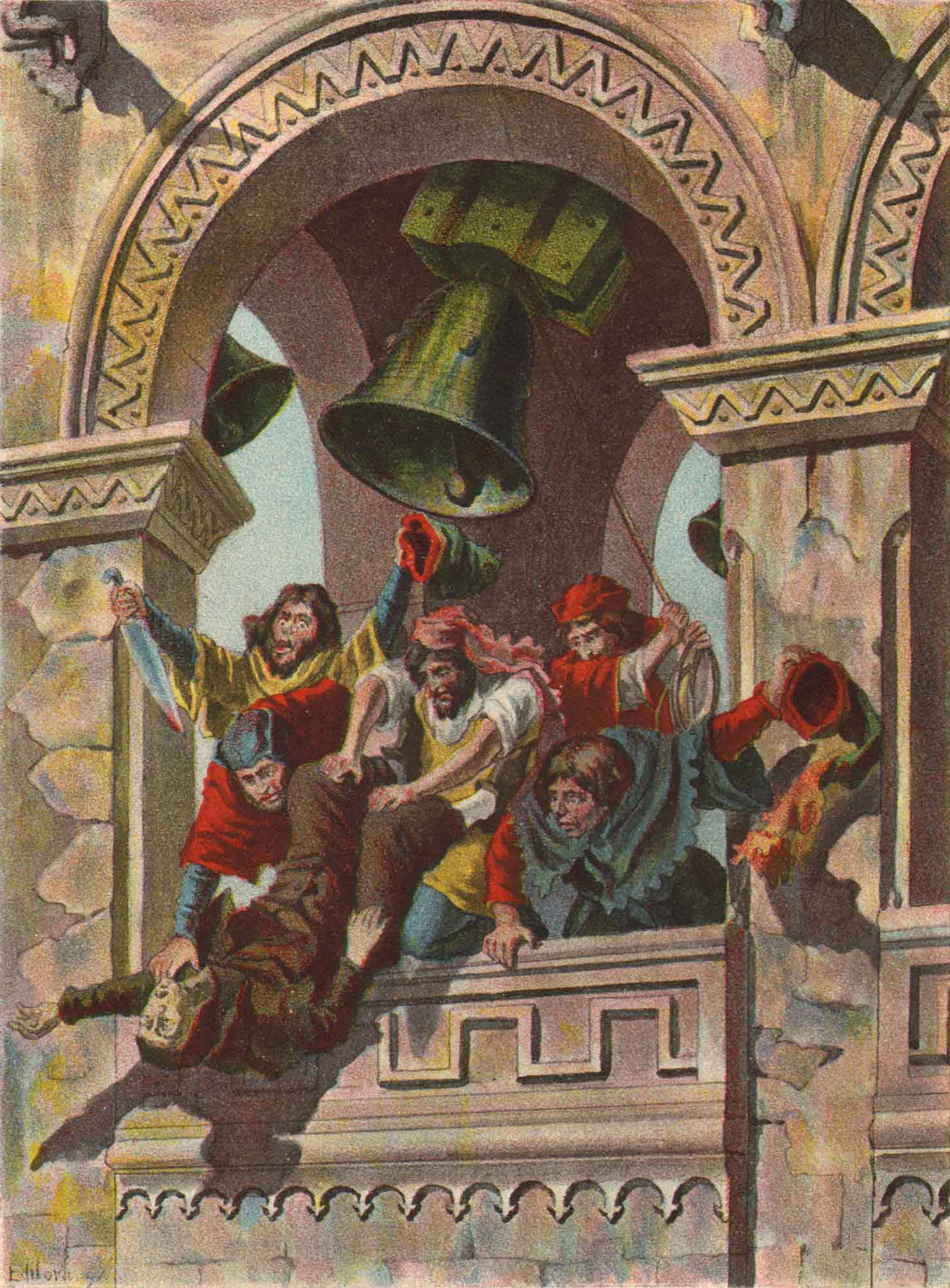
O povo amotinado precipita o cadáver do bispo D. Martinho da torre da Sé, pintura de Roque Gameiro, 1904.

No fim do mês de dezembro, Nuno Álvares consegue ocupar o castelo de S. Jorge.
Como novo regente, João fez tudo o que estava ao seu alcance, dando o que não tinha.

## 1384

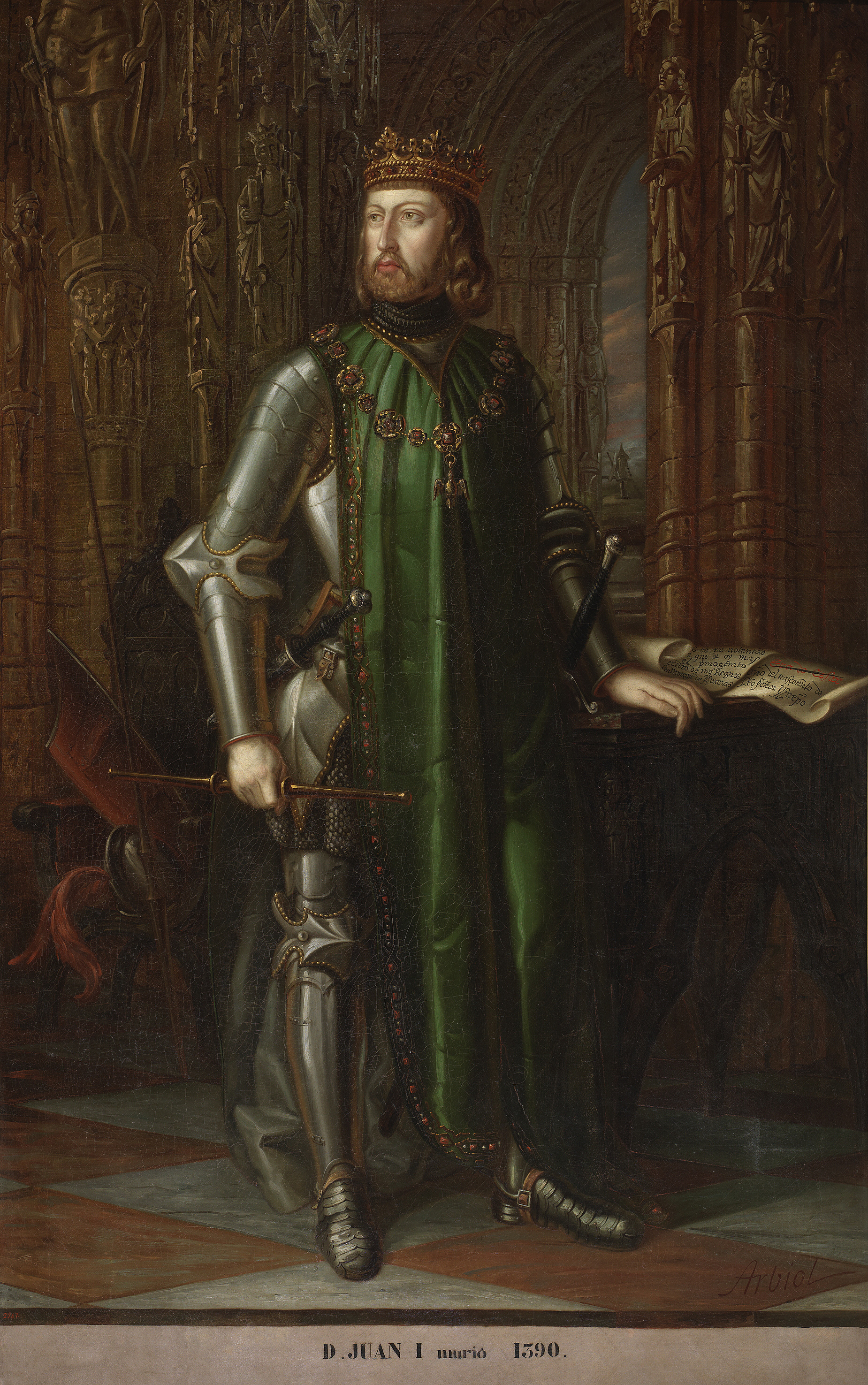
O rei D. João de Castela.

Após a notícia da mudança de governo, muitas localidades tomaram o partido do mestre de Avis, principalmente no Alentejo. No norte, o Porto foi uma das poucas cidades a dar apoio à nova regência.
Uma das medidas que o novo regente tomou, foi nomear o jovem Nuno Álvares para ser fronteiro do Alentejo e para para defender a região de esperados ataques Castelhanos e entregou-lhe 1000 homens. À medida que se dirigia para o Alentejo, foi D. Nuno Álvares recrutando mais homens, até alcançar um total de 1400 guerreiros.

### Batalha dos Atoleiros
Uma força castelhana encontrava-se junto do Crato e Nuno Álvares dirigiu-se ao seu encontro com os seus homens a fim de expulsá-la. No dia 6 de abril, travou-se a batalha dos Atoleiros, a primeira vitória de D. Nuno, que, de seguida, vai conquistando algumas vilas para o partido do Mestre. É-lhe prometida a entrega de Vila Viçosa; porém tratava-se uma armadilha, na qual foi morto seu irmão Fernão Álvares Pereira.
A vitória dos Atoleiros provou ser possível resistir com forças populares, mesmo sem a ajuda da nobreza guerreira, grande parte do lado de Castela.

### Revoltas e motins
Ocorrem muitas revoltas, sobretudo no Alentejo, contra os latifundiários.
Em vilas e cidades, cujo governo tinha aclamado D. Beatriz, houve revoltas dos populares. Os nobres chamavam aos apoiantes do mestre de povo do Messias de Lisboa. Em oposição, os apoiantes do mestre, chamavam aos nobres de traidores e cismáticos. A palavra cismático vem do Cisma da Igreja, pois Castela obedecia ao papa de Avinhão, assim como os apoiantes do rei de Castela. 
Parte da revolta devia-se ao descontentamento em relação ao reinado de D. Fernando: o seu casamento com Leonor Teles e a repressão que se seguira à revolta contra esse casamento, a construção de muralhas pelo sistema de anúduva e a Lei das Sesmarias que veio tabelar os salários, fazendo-os baixar na lavoura.

### Cerco de Lisboa
Em maio, o rei de Castela cerca Lisboa por terra e mar. Durante o cerco, D. Nuno vai ao castelo de Palmela onde manda fazer uma grande fogueira para ser vista em Lisboa. O mestre responde com outra fogueira no castelo de S. Jorge.
Uma esquadra, vinda do Porto, tentou furar o cerco no Tejo, levando mantimentos para abastecer Lisboa.
A Batalha do Rio Tejo foi travada em julho de 1384, entre uma força naval de Portugal com 34 navios (5 dos quais eram grandes vasos) com o objetivo de abastecer a cidade sitiada de Lisboa com provisões e a frota castelhana liderada pelo almirante Fernando Sánchez de Tovar.
Embora as forças do Reino de Portugal lideradas por Rui Pereira tenham perdido três navios (as baixas dos castelhanos são desconhecidas), o sucesso foi alcançado com o rompimento do bloqueio a Lisboa. Na batalha Rui Pereira perdeu a vida. A vitória de Portugal sobre as forças da Coroa de Castela deu um alento a Lisboa.
O acampamento é atacado por peste negra e só em 3 de setembro é levantado o cerco. O rei de Castela ficou doente e é deitado fogo ao acampamento. No entanto a esquadra castelhana continuou a fazer bloqueio no Tejo.

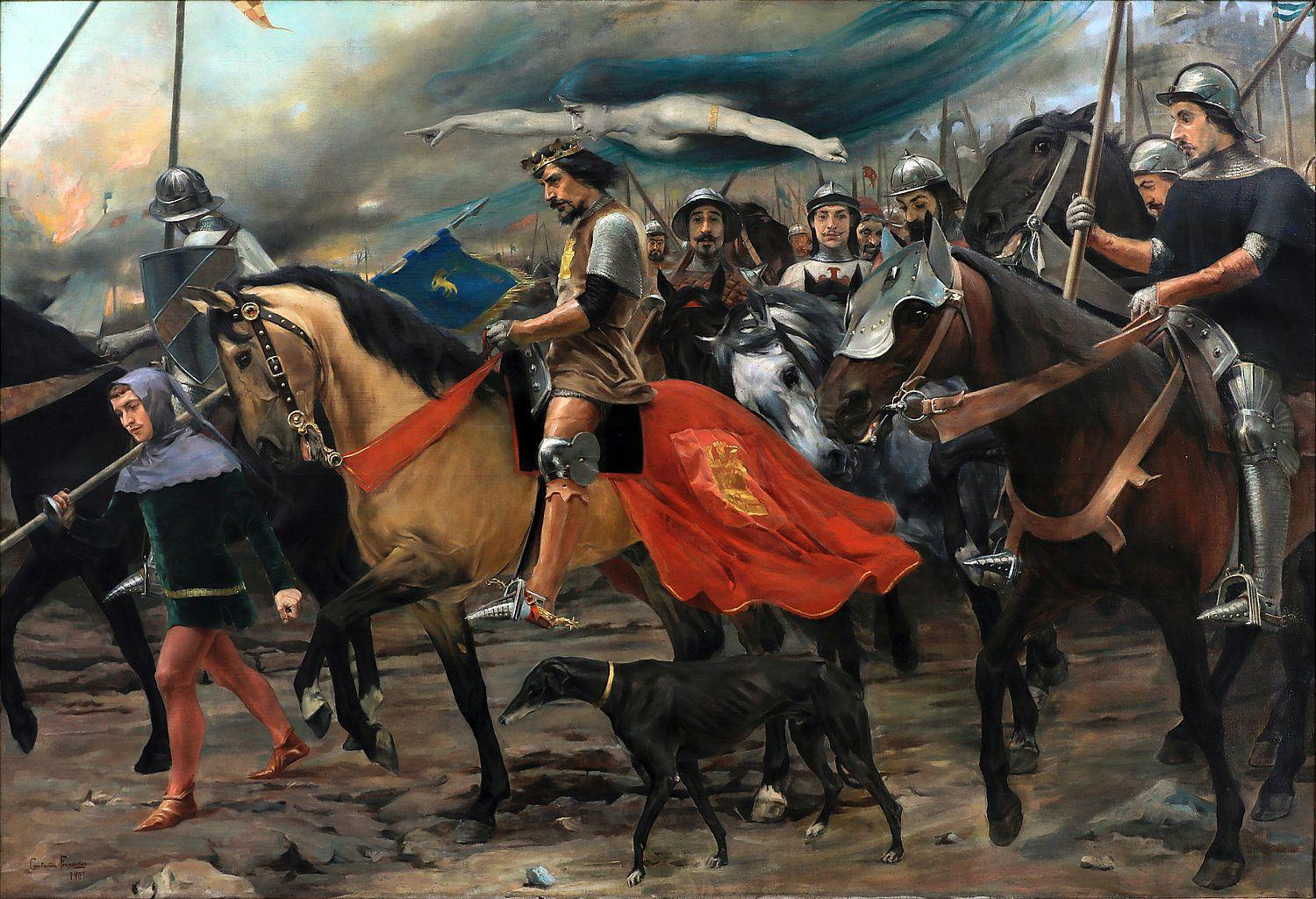
A Peste obrigando os castelhanos a levantar o cerco a Lisboa (1901), por Constantino Fernandes.

Uma promessa feita por João, a 3 de outubro, é a permanência da Universidade, em Lisboa que já estava instalada desde 1377.

### Campanha Galega
A Campanha galega de 1384 foi uma campanha naval portuguesa comandada pelo nobre castelhano, Dom Pedro de Trastâmara, às ordens do rei João I de Portugal, na sequência da Crise de 1383–1385.
Quando o rei João I de Castela decidiu atacar Lisboa, os portugueses fizeram uma série de ataques a Galiza, conquistando as cidades de Baiona, Corunha e Neda, e queimando a cidade de Ferrol. Para além disso, os portugueses destruíram dois navios grandes e capturaram uma galé. Os três barcos levavam materiais para o exército de Castela que cercava Lisboa.
A frota portuguesa regressou ao Porto, após uma frota de Castela comandada por Fernando Sánchez de Tovar, chegar à costa galega.

## 1385
Depois de mais de um ano sem rei que fosse aceite por grande parte do país mas não todo, o mestre de Avis, regente eleito pelo povo de Lisboa, decide reunir as Cortes para decidir quem devia ocupar o trono. 

### Cortes de Coimbra
Os partidários de João, mestre de Avis organizam uma reunião das Cortes em Coimbra que tem início em março. João das Regras é o jurista que defende a causa do mestre de Avis, contra o partido de Castela e de outro partido favorável aos outros filhos do rei Pedro I: os infantes João e Dinis.

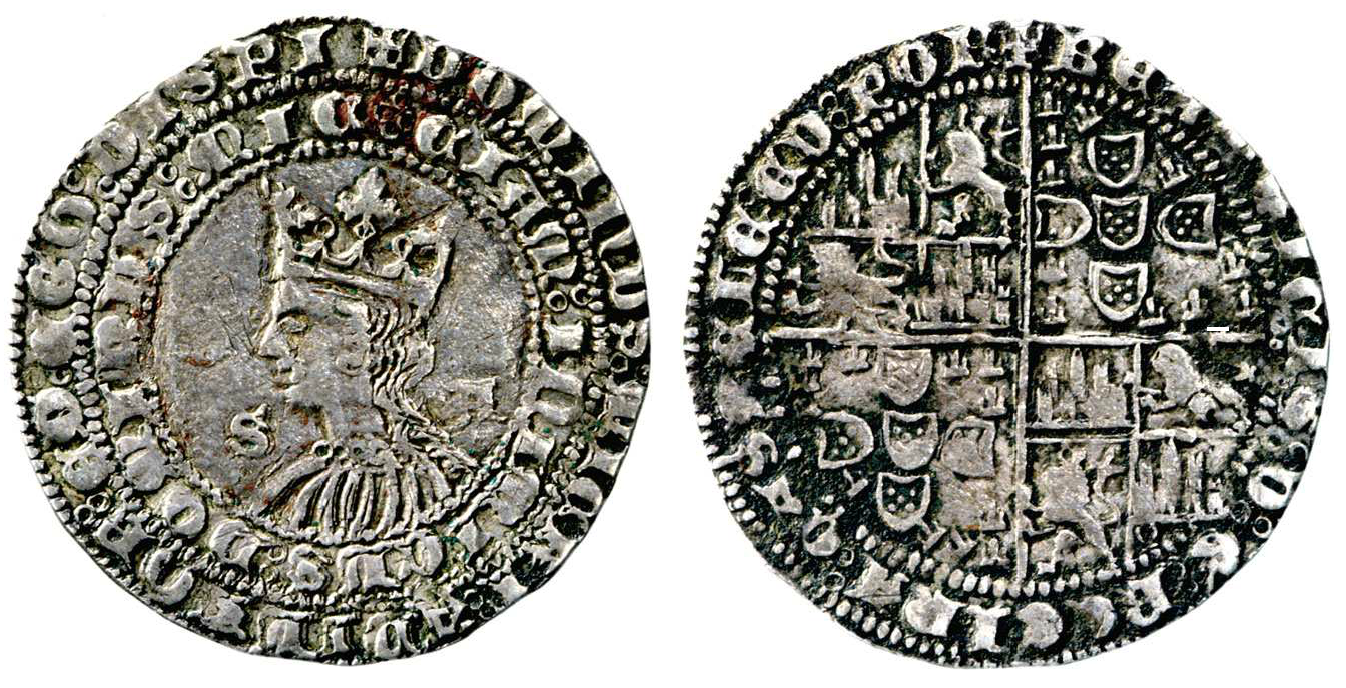
Um Real de prata, com a efígie de D. Beatriz. Esta moeda de extrema raridade, batida em Santarém, pretende ser a afirmação dos direitos de D. Beatriz e seu marido D. João I de Castela ao trono de Portugal.

Na Páscoa, chegaram a Portugal as tropas inglesas enviadas em resposta ao pedido de ajuda feito por João de Avis. Apesar de não ser um grande contingente, contavam-se à volta de 600 homens. Eram, na sua maioria, tropas veteranas da Guerra dos Cem Anos, bem treinadas nas táticas de sucesso da infantaria inglesa. Entre o contingente inglês, encontrava-se uma divisão de archeiros, que haviam provado o seu valor contra cargas de cavalaria, como na batalha de Crécy.

### Nova dinastia
A 6 de abril, D. João é aclamado Rei de Portugal, o primeiro da Dinastia de Avis, afirmando a independência de Portugal. Num dos seus primeiros éditos reais, João I nomeia Nuno Álvares Pereira, Condestável de Portugal. Pouco depois, o Condestável, com duzentos homens de armas, parte dos quais sem montadas, parte com o rei para o Minho, para libertar a região do domínio de Castela — que faz em apenas dois meses, graças ao apoio do povo. O novo rei muda a obediência ao anterior papado para o papa de Roma, a fim de afirmar sua independência diante de Castela, que se mantinha fiel a Avinhão.

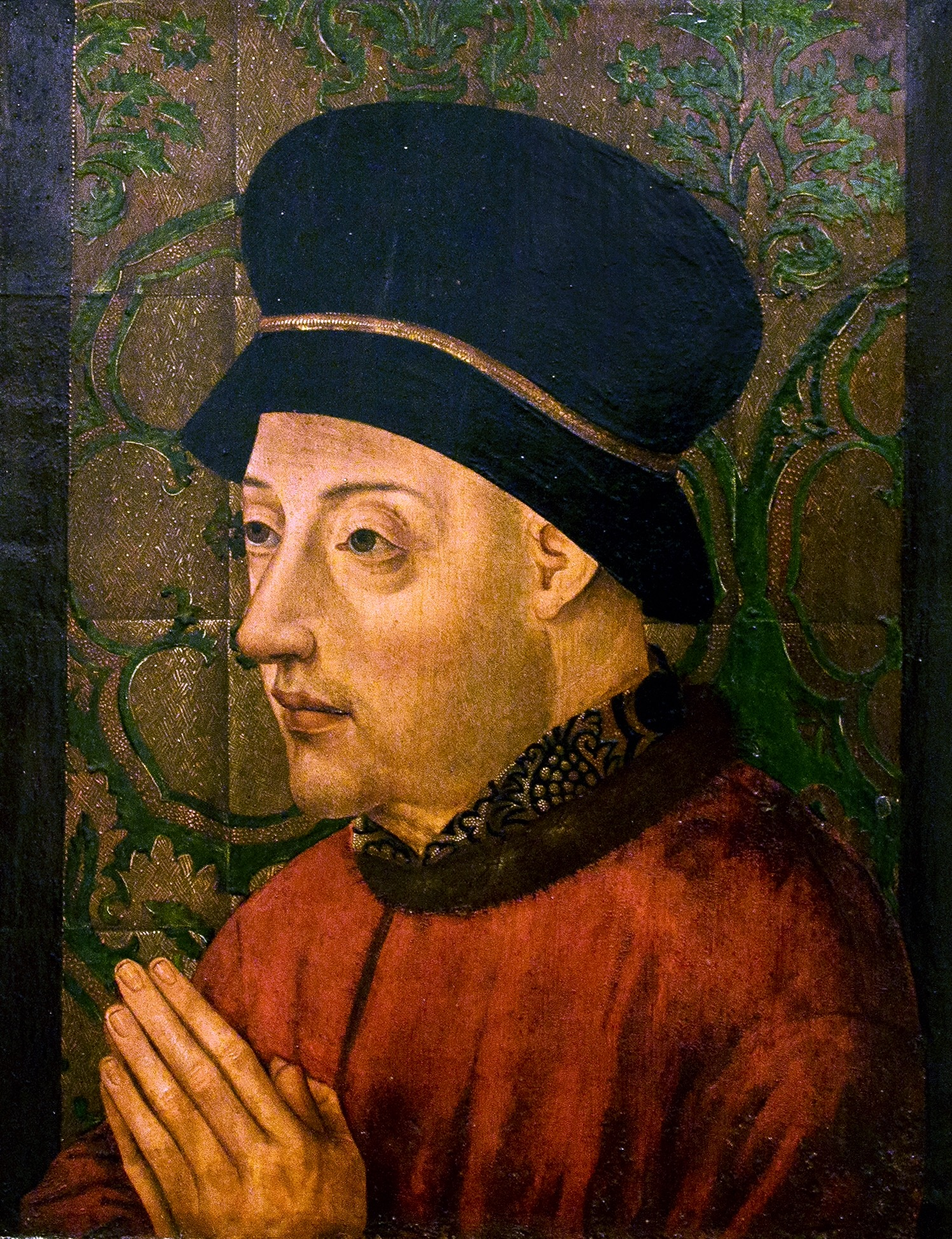
O rei João I de Portugal.

### Batalha de Trancoso
Em Castela, João I não desiste da conquista de Portugal, enviando, pouco depois da aclamação de Coimbra, uma expedição punitiva. O resultado é a batalha de Trancoso em maio, onde as tropas de fidalgos da Beira, aliados de então de João I de Portugal, obtêm uma importante vitória. Com esta derrota, o rei de Castela resolve avançar com um enorme exército, que vinha preparando desde a derrota no cerco de Lisboa, para pôr termo àquilo que considera uma rebelião.

### A Batalha Real: Batalha de Aljubarrota
Na segunda semana de Junho, a maioria do exército de Castela, comandado pelo rei em pessoa, acompanhado por um contingente de cavalaria francesa, entra em Portugal pelo Norte. O poder dos números estava francamente do lado de Castela: João I de Castela contava com cerca de 32 000 homens, para os apenas 6 500 à disposição de João I de Portugal. A coluna dirige-se imediatamente para Sul, na direção de Lisboa e Santarém, as principais cidades do reino.
Entretanto, o rei português e o condestável encontravam-se em Abrantes. Depois de alguma discussão, conclui-se que os castelhanos não podem levantar novo cerco a Lisboa, incapaz de resistir a nova provação. Como o conselho não se decidia, D. Nuno decide partir com a sua hoste para Tomar, mandando dizer ao rei que lá o esperaria. João I decide juntar-se ao condestável em Tomar e intercetar o inimigo nas imediações de Leiria, perto da vila de Aljubarrota.

Bandeira de Portugal de 1385–1485.

No dia 14 de agosto, o exército castelhano, bastante lento dado o seu enorme contingente, encontra finalmente as tropas portuguesas, reforçadas com o destacamento inglês. O resultado deste encontro será a Batalha de Aljubarrota, travada ao estilo das batalhas de Crecy e Azincourt, onde a tática usada permitia a pequenos exércitos resistir a grandes contingentes e cargas de cavalaria. O uso de fundibulários, lançadores de dardos, besteiros e arqueiros nos flancos e de armadilhas na frente de combate para impedir a progressão da cavalaria, face às mais de seiscentas lanças dos portugueses, constituem os principais elementos. O exército castelhano não só foi derrotado como praticamente aniquilado. As perdas da batalha de Aljubarrota foram de tal forma graves que impediram João I de Castela de tentar nova invasão nos anos seguintes.
Batalha de Valverde

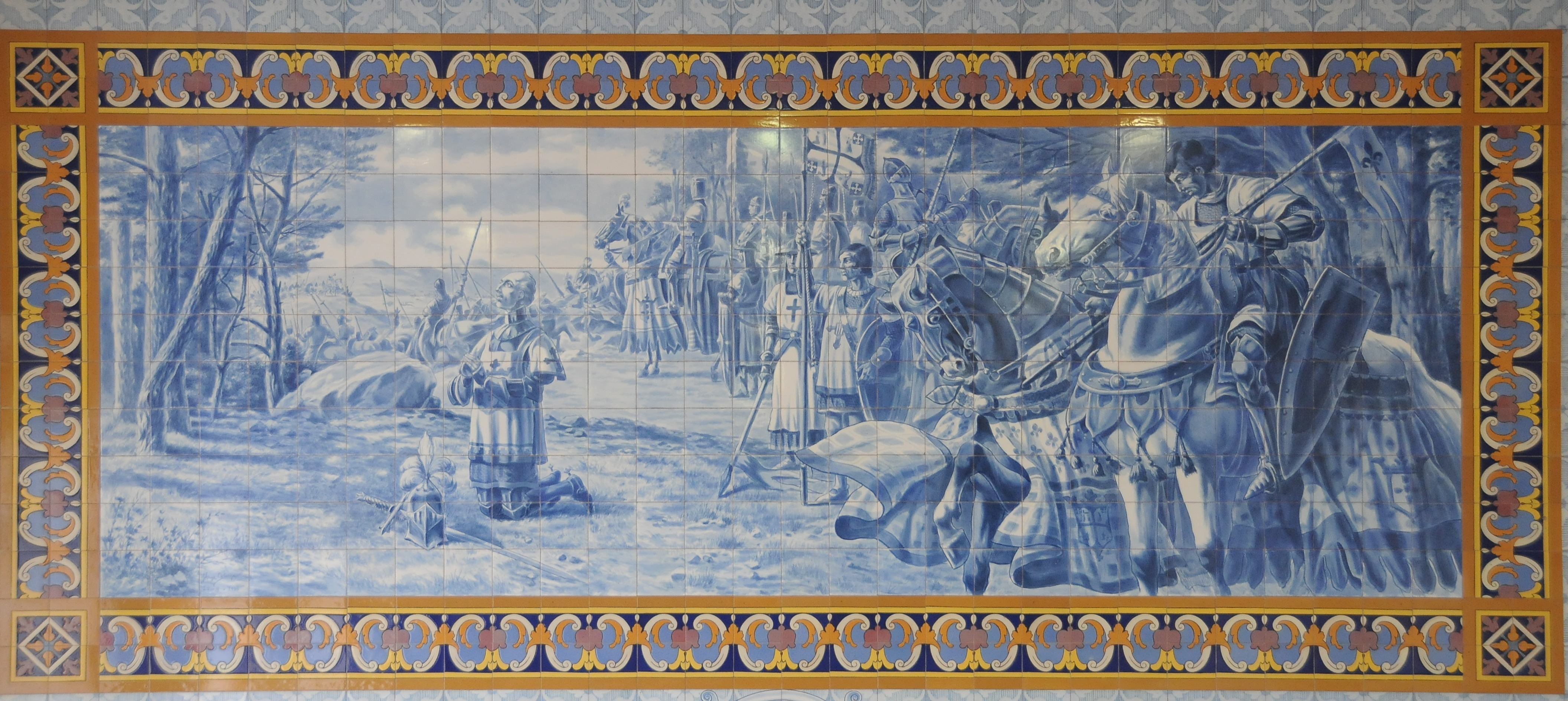
Painel de azulejos comemorativo de D. Nuno Álvares Pereira e da Batalha de Aljubarrota, da autoria de Jorge Colaço.

Esta batalha ocorreu na cidade de Valverde de Mérida (atual Espanha) no dia 15 de outubro entre as tropas portuguesas comandados pelo Condestavel de Portugal D. Nuno Álvares Pereira contra os castelhanos. Esta batalha marcou o fim definitivo da crise e consolidou ainda mais o rei D. João I no trono de Portugal e a independência do reino ficou assegurada. Os castelhanos desistiram de vez de anexar o território português após perderem essa batalha.  

## Desfecho
Com as vitórias em Aljubarrota e em Valverde, João I afirma-se como rei de Portugal, pondo um fim ao interregno e à anarquia de 1383–1385. O reconhecimento de Castela chegaria apenas em 1411 com a assinatura do tratado de Ayllón-Segovia. A aliança Luso-Inglesa seria renovada em 1386 no Tratado de Windsor e fortalecida com o casamento de João I com Filipa de Lencastre (filha de João de Gaunt). O tratado, que, ainda em vigor, vem a ser a mais antiga aliança do mundo, estabeleceu um pacto de mútua ajuda entre Inglaterra e Portugal.
Uma nova aristocracia tomou o lugar da antiga nobreza. O condestável tornou-se senhor de quase metade do país: conde de Ourém, conde de Arraiolos e conde de Barcelos.
Com a nova dinastia começou uma nova era a que Fernão Lopes chamou de sétima idade. O poder real contava agora com o apoio de novos elementos, oriundos da burguesia, tais como João das Regras. Desta época começaram a existir medidas de centralização do poder.
A nova aristocracia, formada sobretudo pelos filhos segundos, iria tornar-se importante na expansão marítima.

## Cronologia
- 1383

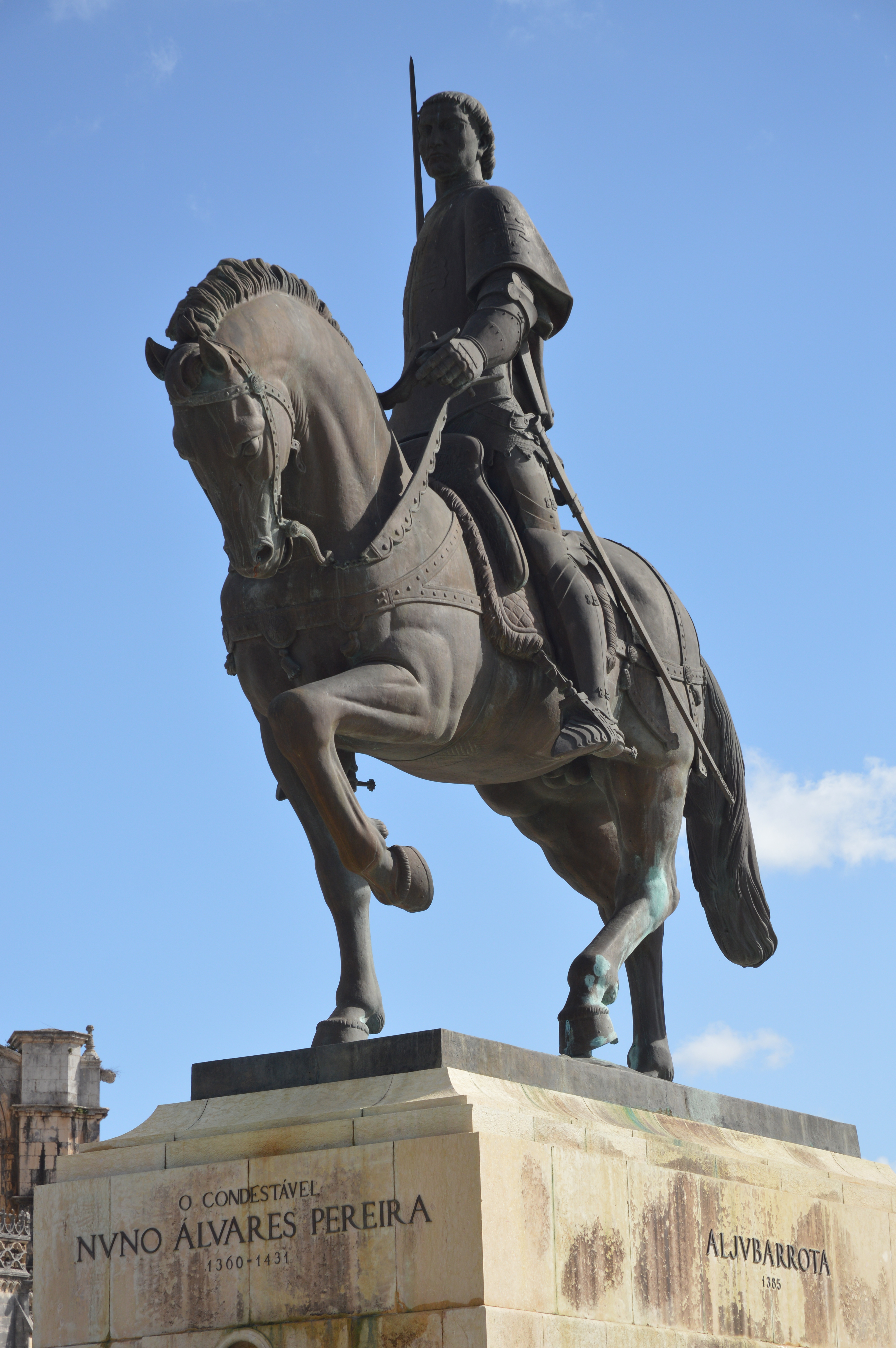
Nuno Álvares Pereira. Estátua frente ao Mosteiro da Batalha.

  - Maio – A princesa Beatriz de Portugal (filha única do rei Fernando) casa com o rei João I de Castela;
  - 22 de outubro – O rei Fernando morre: a rainha viúva Leonor torna-se regente em nome de Beatriz;[8]
  - Começa a resistência, liderada por João, mestre de Avis: vários castelos são ocupados.[10]
- 1384
  - Janeiro – João I de Castela invade Portugal;
  - 6 de abril – Os portugueses ganham a batalha dos Atoleiros;
  - Maio – Começa o cerco de Lisboa; é enviada uma embaixada a Inglaterra;
  - Julho – Uma frota portuguesa rompe o cerco de Lisboa, embora com algumas baixas;
  - 3 de setembro – João I de Castela, retira-se para o seu reino;
  - Inverno – Nuno Álvares Pereira e João de Avis subjugam cidades a favor de Castela.
- 1385
  - Páscoa – Chegada dos aliados ingleses;
  - 6 de abril — João de Avis é aclamado rei nas Cortes de Coimbra;
  - 29 de maio – Dá-se a batalha de Trancoso, vitória de Portugal;
  - Junho — João I de Castela invade Portugal com uma vasta hoste (composta por muitos portugueses), depois da derrota na batalha de Trancoso;
  - 14 de agosto – Batalha de Aljubarrota, vitória decisiva de Portugal;
  - 15 de outubro – Batalha de Valverde, vitória de Portugal. Fim da crise.